# Jon Richardson
Jon Joel Richardson (* 26. September 1982 in Lancaster) ist ein britischer Comedian und Radiomoderator.

## Leben
Richardson wurde 1982 im englischen Lancaster geboren, wo er auch aufwuchs. Er brach sein Studium an der University of Bristol ab und arbeitete zunächst als Koch, bevor er sich entschied, Stand-Up-Comedian zu werden. Im Jahr 2003 gewann er den Vorentscheid der New Talent Comedy Search der BBC.
Richardson geht regelmäßig auf Tour und moderiert Radioshows, so beim Sender Absolute Radio die Saturday Morning Show (seit 2024) sowie als Co-Moderator an der Seite von Russell Howard von 2006 bis 2008 die Russell Howard Show bei BBC Radio 6 Music. Er ist Moderator und Teilnehmer zahlreicher Fernsehshows. Besonders bekannt ist er dabei für seine Auftritte in den populären Quizshows 8 Out of 10 Cats (2010–2015) und 8 Out of 10 Cats Does Countdown (seit 2012) des britischen öffentlich-rechtlichen Fernsehsenders Channel 4. Er war in beiden Shows als Teamkapitän tätig. Zahlreiche Auftritte absolvierte er zudem unter anderem in Shows wie Have I Got News for You (seit 2009), Would I Lie to You? (seit 2011) und Taskmaster (2016).
Richardson heiratete 2015 Comedienne Lucy Beaumont, mit der er oft zusammenarbeitete. Beide waren unter anderem in der Mockumentary Meet The Richardsons beim Sender U&Dave zu sehen. Das Paar trennte sich 2024.

## Fernsehshows (Auswahl)
- 2009, 2010: Never Mind the Buzzcocks (2 Folgen)
- 2009–2024: Have I Got News for You (13 Folgen)
- 2010–2011: Grouchy Young Men (9 Folgen)
- 2010–2015: 8 Out of 10 Cats (85 Folgen)
- 2011–2012: Stand Up for the Week (26 Folgen)
- 2011–2018: Would I Lie to You? (5 Folgen)
- seit 2012: 8 Out of 10 Cats Does Countdown (121+ Folgen)
- 2016: Taskmaster (5 Folgen)
- 2017–2024: The Last Leg (9 Folgen)
- 2018–2019: Jon Richardson: Ultimate Worrier (18 Folgen)
- 2018–2020: The One Show (6 Folgen)
- 2020–2021: Channel Hopping with Jon Richardson (12 Folgen)
- 2020–2024: Meet the Richardsons (37 Folgen)
- 2022–2023: Celebrity Gogglebox (6 Folgen)
- 2024–2025: Richard Osman’s House of Games (5 Folgen)